# Kirsten van der Kolk
Kirsten Irene Merian van der Kolk (Haarlem, 18 dicembre 1975) è una canottiera olandese, vincitrice della medaglia d'oro nel 2 di coppia pesi leggeri a Pechino 2008, e del bronzo ad Atene 2004.

## Palmarès
- Olimpiadi

Atene 2004: bronzo nel 2 di coppia pesi leggeri.
Pechino 2008: oro nel 2 di coppia pesi leggeri.